# 艾迪·莫瑞
艾迪·克雷倫斯·莫瑞（英語：Eddie Clarence Murray，1956年2月24日—），為前美國職棒大聯盟的球員。500全壘打俱樂部成員，同時也是3000安打俱樂部成員，為史上第三位3000安-500轟球員。2003年入選美國棒球名人堂。
莫瑞也是大聯盟史上所有500轟球員裡面，唯一一個不曾單季40轟過的球員：他單季最高全壘打的紀錄是1983年的33支，而其他27位500轟成員都至少有一次單季42轟以上的紀錄。

## 外部連結
- Baltimore Sun Gallery and archive – Eddie Murray[]
- 球員資訊和成績在Baseball-Reference，Fangraphs，The Baseball Cube，Baseball-Reference (Minors)（英文）
- 500 Home Run Club
- Video of Hall of Fame Speech
- BaseballLibrary